# Indri llanós de Peyriéras
L'indri llanós de Peyriéras (Avahi peyrierasi) és un indri llanós. Com tots els lèmurs, és endèmic de Madagascar, on viu des dels rius Mangoro i Onive fins a Mahasoarivo. L'animal fou batejat en honor del biòleg francès André Peyriéras, que treballà a Madagascar. Les úniques diferències evidents amb altres espècies properes són de caràcter genètic.